# Tanger Industrial
Tanger Industrial Ltda., vorher Incofer S.A. Indústria e Comércio, war ein brasilianischer Hersteller von Automobilen.

## Unternehmensgeschichte
Das Unternehmen Incofer S.A. Indústria e Comércio wurde 1974 gegründet. 1983 begann die Produktion von Automobilen. Der Markenname lautete Tanger. Júlio Sillas war der Konstrukteur, der später auch für Ragge tätig war. Der Produktionsumfang belief sich nach einem halben Jahr auf zwölf Fahrzeuge monatlich und nach zwei Jahren auf 20 Fahrzeuge wöchentlich. Etwa 1987 erfolgte die Umfirmierung in Tanger Industrial Ltda. und der Umzug nach Duque de Caxias. Vor der Mitte der 1990er Jahre endete die Produktion.

## Fahrzeuge
Das erste Modell war eine Art viersitziger VW-Buggy. Ein um 35 cm gekürztes Fahrgestell von Volkswagen do Brasil bildete die Basis. Darauf wurde eine offene türlose Karosserie aus Fiberglas montiert. Hinter den vorderen Sitzen war eine Überrollvorrichtung. Die Windschutzscheibe stammte vom VW Brasília, die eckigen Scheinwerfer vom VW Voyage und die Rückleuchten vom VW Gol. Ein luftgekühlter Vierzylinder-Boxermotor im Heck trieb die Hinterräder an.
Ende 1984 brachte eine Überarbeitung unter anderem einen falschen Kühlergrill.
1986 erschien mit dem Júnior ein Kinderauto dieses Modells. Ein Einzylinder-Zweitaktmotor mit 3,5 PS Leistung trieb über Kette die Hinterachse an.
Im Oktober 1987 folgte der Cabriolé. Dies war mehr ein Cabriolet als ein Buggy und hatte auch zwei Türen. Trotz gleichen Radstands war das Fahrzeug 29 cm kürzer. Die Rückleuchten stammten vom Fiat Prêmio.
1988 kam der Lucena dazu. Er hatte ein abnehmbares Hardtop. Mit einem wassergekühlten VW-Motor mit 1800 cm³ Hubraum, Frontmotor und Frontantrieb war er wesentlich moderner konzipiert.
Der gleichzeitig präsentierte Sevetse war ähnlich, hatte aber noch den Plattformrahmen und Heckmotor.
Der Redaj wurde als Nachfolger des Cabriolé mit Heckmotor vorgestellt und ging als Jipe in Produktion.
Anfang der 1990er Jahre erschien ein gewöhnlicher Buggy.